# 比萊古爾湖
51°53′47″N 14°09′55″E / 51.896257°N 14.165191°E
比萊古爾湖（德語：Byhleguhrer See），是德國的湖泊，位於該國東北部，由勃蘭登堡州負責管轄，處於達默-施普雷瓦爾德縣，長1.6公里、寬0.6公里，面積0.82平方公里，海拔高度50米，湖岸線長度4.2公里。